# كاثي هيوز
كاثي هيوز (بالإنجليزية: Cathy Hughes)‏ هي سيدة أعمال أمريكية، ولدت في 22 أبريل 1947 في أوماها في الولايات المتحدة.